# Saint-Martin-des-Pézerits
Saint-Martin-des-Pézerits é uma comuna francesa na região administrativa da Normandia, no departamento Orne. Estende-se por uma área de 4,71 km². Em 2010 a comuna tinha 144 habitantes (densidade: 30,6 hab./km²).